# ポンテ・マンモロ駅
ポンテ・マンモロ駅(Ponte Mammolo)はローマ地下鉄のB線の駅の一つである。1997年9月に高架駅として落成した。
未開業だったため、長い間B線はこの駅に停車せずに通過していた。
地下鉄駅の開業とともに元々レビッビア駅にあった大部分の路線バスや郊外バスの始点がこちらに移動した。
パルミーロ・トリアッティ大通りとティブルティーナ街道との接続点の横にある。

## 周辺
- ポンテ・マンモロ
- アニエーネ川

## 施設
- 切符売場
- 障害者を運ぶ要員
- エスカレーター
- 乗替え用立体駐車場約2000 台分
- COTRALの幹線バス乗り場: